# San-Giuliano
San-Giuliano là một xã trong vùng hành chính Corse, thuộc tỉnh Haute-Corse, quận Bastia (quận), tổng Campoloro-di-Moriani. San-Giuliano nằm trên độ cao trung bình là 150 mét trên mực nước biển, có điểm thấp nhất là 0 mét và điểm cao nhất là 295 mét. Xã có diện tích 23,93 km², dân số vào thời điểm 1999 là 608 người; mật độ dân số là 25 người/km².

## Thông tin nhân khẩu
| 1926 | 1931 | 1936 | 1946 | 1954 | 1962 | 1968 | 1975 | 1982 | 1990 | 1999 |
| ---- | ---- | ---- | ---- | ---- | ---- | ---- | ---- | ---- | ---- | ---- |
| 150  | 228  | 224  | 149  | 109  | 252  | 461  | 500  | 542  | 593  | 608  |